# Kralentuin
Een kralentuin is een historisch decoratief element in Noord-Hollandse tuinen, met name in Waterland en de Zaanstreek. De tuinen zijn een variant op de Italiaanse en Franse mozaïektuinen.
De glazen kralen werden door onder meer de Vereenigde Oostindische Compagnie als ruilmiddel bij de overzeese handel gebruikt en zijn door Venetiaanse glasblazers in Nederland gemaakt. Nadat ze die waarde verloren in de loop van de 17e eeuw, werden ze als decoratiemiddel gebruikt in de plaats van marmerslag, grind of schelpen. Die materialen hebben nauwelijks tot geen kleur, wat de rijke mensen uit steden juist wel in hun tuin wilden hebben, zodat zij daar in de winter nog wat kleur hadden in de tuinen van hun buitenplaatsen. Gedurende de 19e eeuw werden sommige kralentuinen, waaronder een in Broek in Waterland, zelfs toeristische trekpleisters.
De ronde of stervormige perken werden gemaakt met verschillende gekleurde en soms ook matte glazen kralen, die in een sierpatroon werden gelegd. Als fundament werd zilverzand gebruikt. Aan de Zaanse Schans lagen er meerdere, welke allemaal zijn verdwenen. Een replica werd in de jaren 1990 aangelegd met keramieken kralen. In 2013 werd een nieuwe replica gemaakt, met glazen kralen uit India. Een originele Zaanse kralentuin bevindt zich in het Buitenmuseum in Enkhuizen. In de Zaanstreek werden de tuinen soms afgescheiden door middel van walvisbotten.
Bekend is dat er bij Dorpsstraat 15 in Broek in Waterland een kralentuin lag. Deze tuin stond bekend als een toeristische trekpleister. Het is verplaatst naar Havenrak 1, waar het anno 2020 nog ligt.